# Pohlia defecta
Pohlia defecta là một loài Rêu trong họ Bryaceae. Loài này được (Sanio) A.L. Andrews miêu tả khoa học đầu tiên năm 1935.